# Eduard Krüger (Architekt)

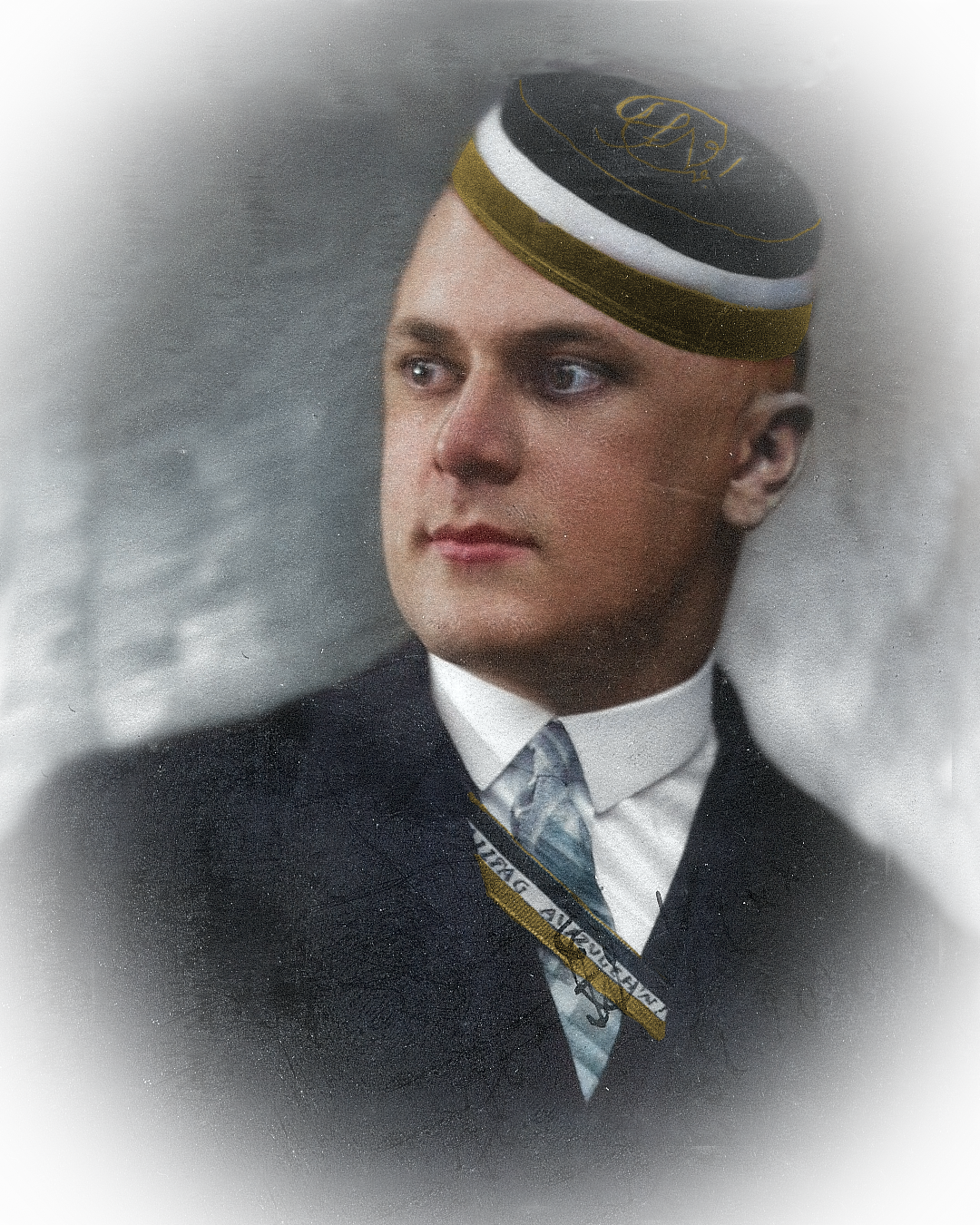
Eduard Krüger als Stuttgarter Wingolfit, koloriert

Eduard Krüger (* 25. Juli 1901 in Kleinwildbad; † 27. Juni 1967 in Schwäbisch Hall) war ein deutscher Architekt, Bauhistoriker und Stadtplaner.

## Leben und Wirken
Eduard Krüger wurde 1901 im Schwarzwald geboren. Er hatte einen älteren Bruder, der aber im Ersten Weltkrieg ums Leben kam. Da sein Vater bereits vor seiner Geburt verstarb, zog die aus Schwäbisch Hall stammende Mutter die Kinder alleine groß und arbeitete u. a. als Näherin.
Krüger studierte von 1920 bis 1926 Architektur in Stuttgart. Zu seinen Lehrern gehörten Paul Bonatz, Heinz Wetzel und Paul Schmitthenner. 1925/26 im Architekturbüro von Bonatz tätig, legte er 1926 die Diplomprüfung ab. Bereits im Jahr darauf unterhielt er ein eigenes Architekturbüro in Stuttgart und promovierte 1928 über die Baugeschichte der Stiftskirche in Herrenberg. Am Anfang seines Studiums wurde er Mitglied in der christlichen Studentenverbindung Stuttgarter Wingolf. Er entwarf auch dessen Verbindungshaus, welches 1929 gebaut wurde. Später wurde er auch Mitglied beider Wingolfsverbindungen in Tübingen.
1937 heiratete er die aus Wildbad stammende Lilo Rath. Aus der Ehe ging Sohn Rainer hervor, der später Gymnasiallehrer wurde. Zwischen 1938 und 1947 fungierte Krüger an der TH Stuttgart als Stellvertreter von Paul Bonatz, zu dessen Meisterschülern er zählte. Wie dieser vertrat er eine eher konservative Baugesinnung. Viele seiner Bauten standen im Zeichen der Heimatschutzarchitektur. Eine Ausnahme stellt das 1929 auf der Diemershalde erbaute Verbindungshaus des Stuttgarter Wingolfs dar. Flachdach, Fensterbänder, eine leider heute zum Wohnraum umgebaute Dachterrasse sowie eine abgeschrägte Südwestecke mit Panoramafenstern stufen das Gebäude als Musterbeispiel für Neues Bauen ein. Mit dem 1937 realisierten Neubau der Kreissparkasse in Wangen etwa, orientierte sich Krüger an lokalen Vorbildern wie dem Gasthaus Mohren-Post von 1540, dessen Stufengiebel er wiederholte. Als Bauhistoriker setzte er sich intensiv mit den baulichen Gegebenheiten der Umgebung auseinander, wie auch sein 1953 erstellter Bau der Kreissparkasse in Rottenburg am Neckar zeigt. Das nicht als Baudenkmal eingestufte Gebäude, das sich nahtlos in das Bild des historischen Marktplatzes einfügt, wurde inzwischen abgebrochen und durch einen Neubau ersetzt.
1946 zog Krüger nach Schwäbisch Hall um, da seine Wohnung und sein Büro in Stuttgart zerstört worden waren. Von 1948 bis 1951 war er als Stadtplaner in Schwäbisch Hall tätig. In den 1960er Jahren leitete er die Renovierung des ehemaligen Benediktinerklosters Großcomburg. Neben seiner Tätigkeit als Architekt führte er zahlreiche archäologische Grabungen durch.
Am 27. Juli 1967 starb Eduard Krüger wohl infolge eines Hirnschlages im Alter von 65 Jahren. Im Schwäbisch Haller Stadtteil Hagenbach erinnert heute ein Panoramaweg an den Architekten.

## Bauten (Auswahl)

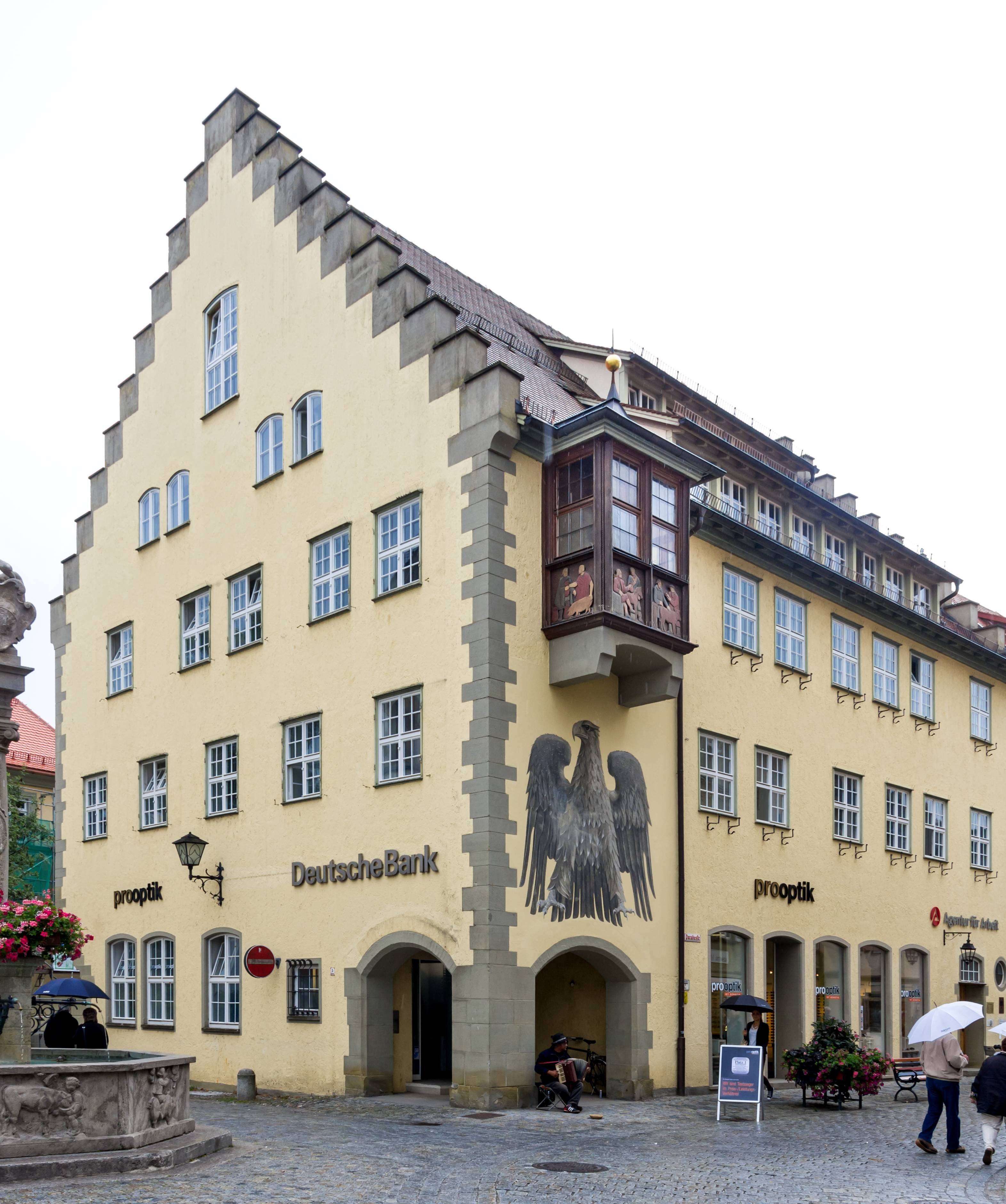
Ehem. Kreissparkasse in Wangen im Allgäu

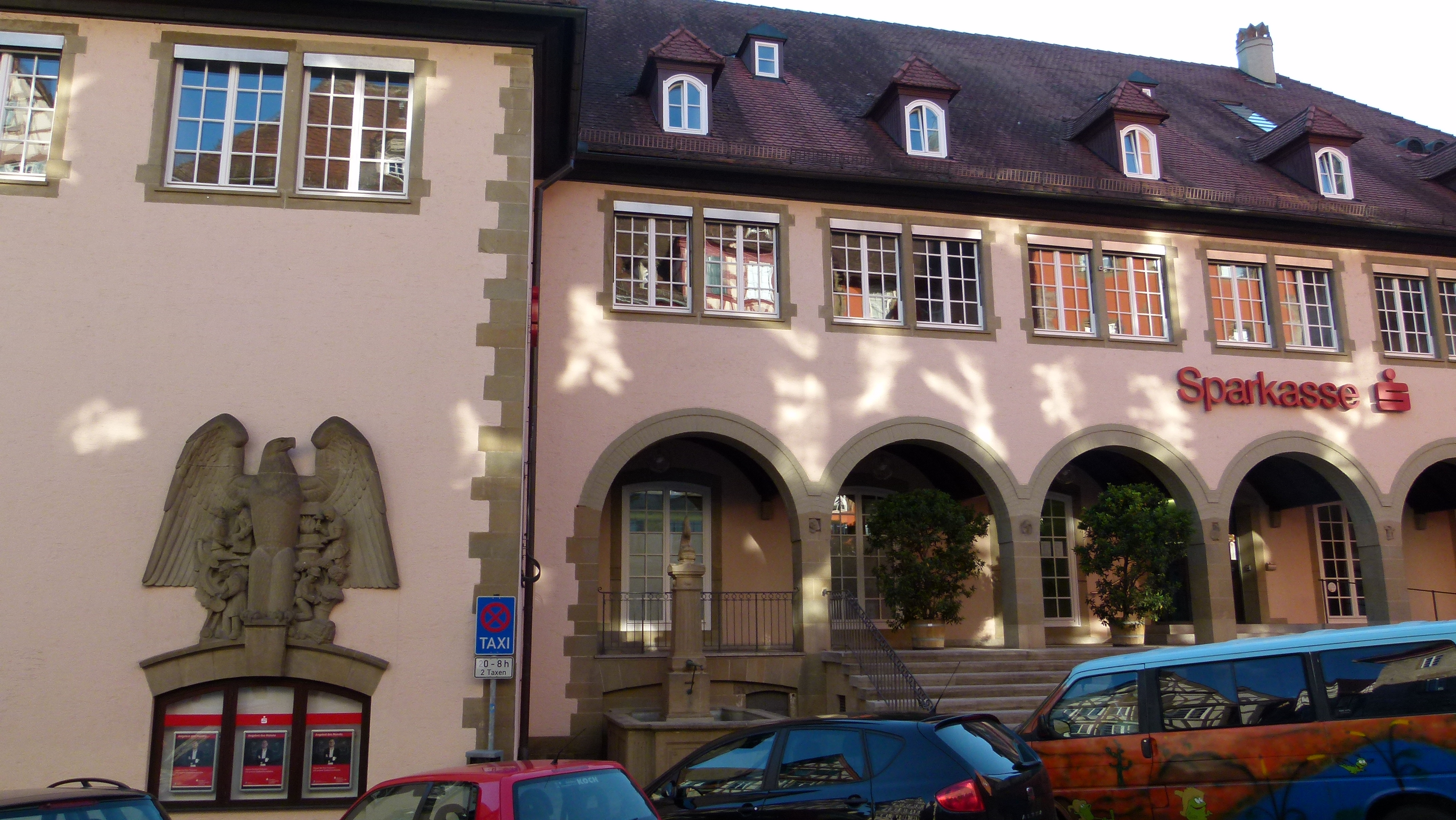
Hafenmarkt 1 Schwäbisch Hall

- 1929: Verbindungshaus des Stuttgarter Wingolfs
- 1931/32: Gedächtnishaus auf dem Schliffkopf bei Baiersbronn, später mehrfach umgebaut, 1991 abgebrannt[3]
- 1933: Haus 14 in der Kochenhofsiedlung in Stuttgart
- 1936: Kreissparkasse (Marktplatz 5) in Wangen im Allgäu
- 1937–1941: Kreissparkasse (Hafenmarkt 1) in Schwäbisch Hall
- 1948–1951: Verbindungshaus des Corps Stauffia in Stuttgart
- 1946–1955: Wiederaufbau des Rathauses in Schwäbisch Hall
- 1947/48: Ratsbibliothek in Schwäbisch Hall
- 1952: Sparkassengebäude in Balingen, Friedrichstraße 3
- 1953: Kreissparkasse in Rottenburg am Neckar (im Oktober 2020 zugunsten eines Neubaus abgerissen)[4]
- 1950/51: Rathaus in Obersteinach
- 1955: Wiederaufbau Aussichtsturm der Burg Teck
- 1955: Rathaus in Winterlingen
- 1955–1957: Kurhaus Schömberg
- 1961: Umgestaltung des Innenraumes von St. Katharina in Schwäbisch Hall

### Veröffentlichungen von Eduard Krüger
- 1929: Die Stiftskirche zu Herrenberg. Stuttgart.
- 1953: Schwäbisch Hall. Mit Großkomburg, Kleinkomburg, Steinbach und Limpurg. Ein Gang durch Geschichte und Kunst. Schwäbisch Hall.
- 1953: Das Rathaus in Schwäbisch Hall und sein Einfluß auf die Gestaltung des Marktplatzes. Schwäbisch Hall.
- 1957: Rothenburg ob der Tauber von Paul Swiridoff (Fotos). Text und Bildunterschriften von Eduard Krüger. Schwäbisch Hall.
- 1958: Die Kunst des Grabmals im alten Schwäbisch Hall. Schwäbisch Hall.
- 1966: Die Stadtbefestigung von Schwäbisch Hall. Schwäbisch Hall.
- 1968: Ein Bummel durch Schwäbisch Hall. 4. Auflage. Schwäbisch Hall.